# Srebotnjak
Srebotnjak je priimek več znanih Slovencev:
- Alojz Srebotnjak (1931—2010), skladatelj in glasbeni pedagog
- Dubravka Tomšič Srebotnjak (*1940), slovenska pianistka hrvaškega rodu
- Margareta Srebotnjak Borsellino (*1960), političarka
- Martin Srebotnjak (*1972), režiser